# Световна мрежа на биосферните резервати
Световна мрежа на биосферните резервати на ЮНЕСКО (на английски: UNESCO World Network of Biosphere Reserves, WNBR) обхваща международно признати защитени територии, известни като биосферни резервати, които служат да покажат балансираната връзка между хората и природата и така да насърчат модела на устойчивото развитие. През 2001 година проектът е отличен с Наградата на принцесата на Астурия в раздел „Сътрудничество“ за приноса му към опазване на биоразнообразието.

## Мисия
Световната мрежа на биосферните резервати към програмата „Човекът и биосферата“ на ЮНЕСКО има за мисия хармоничната интеграция на човека и природата за насърчаване на устойчивото развитие чрез участие в диалог, споделяне на знания и добри практики, намаляване на бедността, подобрения в името на качеството на човешкия живот и подобряване на способността на обществата да се справят с климатичните промени.

## Обхват на мрежата
Към 2016 година, общият брой на биосферни резервати достига 669, включително 16 трансгранични територии, в 120
 държави във всички региони на света. От тази бройка излизат някои биосферни резервати, които са били оттеглени от участие или ревизирани, тъй като през годините фокусът на мрежата се измества от обичайните природозащитни дейности към промотирането на близкото взаимодействие между човека и околната среда.
| Регион на ЮНЕСКО                     | Брой биосферни резервати | Брой страни |
| ------------------------------------ | ------------------------ | ----------- |
| Африка                               | 70                       | 28          |
| Арабски държави                      | 301                      | 11          |
| Азия и Тихоокеанският регион         | 142                      | 24          |
| Европа и Северна Америка             | 302                      | 36          |
| Латинска Америка и Карибският регион | 125                      | 21          |

1Включва и Междуконтиненталния биосферен резерват на Средиземноморието, споделен между Мароко и Испания

*Източник: ЮНЕСКО, 2016

## Сътрудничество с Уикимедия
През 2016 година фотоконкурсът „Уики обича Земята“ партнира на мрежата с цел заснемане на биосферните резервати по света и публикуването на снимките в Общомедия, мултимедийното хранилище на Уикипедия и сродните ѝ проекти. Една от десетте снимки-победители в състезанието „Уики обича Земята – Биосферни резервати“ е снимка от Национален парк Рила.